# Microfinanza

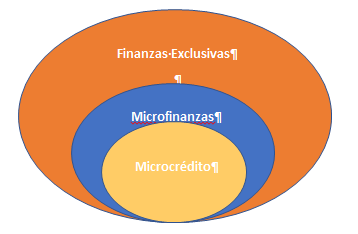
Microfinanzas-Microfinanzas Microcréditos

Microfinanza es la provisión de servicios financieros para personas en situación de pobreza, microempresas o clientes de bajos ingresos, incluyendo consumidores y autoempleados.  El término también se refiere a la práctica de proveer estos servicios de manera sostenible. 

### Microfinanzas vs microcrédito.
Se suelen confundir ambos términos, debido a la mayor difusión del microcrédito (o préstamos para microempresas) como herramienta de desarrollo. Este es una de los múltiples productos que componen las microfinanzas, pudiendo ser este desde productos de ahorro, de inversión, seguros y los propios microcréditos.
Por tanto, la Microfinanza es más que un simple microcrédito, son el conjunto de servicios de tipo financiero dirigidos a grupos de población que, por alguna razón, no tienen acceso al crédito, cuentas de ahorro o seguros del mercado convencional porque no cumplen con requisitos como pueden ser no contar con avales, escrituras de propiedad que garanticen la ejecución de garantías ante un impago. 
Dichos servicios financieros pueden ser mecanismos de ahorro, de inversión, o préstamos  en cuyo caso se estaría hablando de microcrédito.

### Microfinanzas vs Finanzas inclusivas
El financiamiento inclusivo es el concepto general de las microfinanzas y, por lo tanto, también del microcrédito. El objetivo es dar acceso al sistema financiero a las personas pobres. La financiación inclusiva está disponible tanto para los pequeños empresarios como para las pequeñas y medianas empresas. El objetivo de las finanzas inclusivas, además de mejorar el nivel de vida de los emprendedores y sus familias, es estimular la economía y las actividades comerciales de las pymes.  

## Tasa de interés en la Microfinanza
La tasa de interés en la Microfinanza es motivo de intensos debates y discusiones debido al coste final que representa para el consumidor final en el precio de los productos financieros especialmente en los préstamos.  Muhammad Yunus, especialista en la materia menciona que dicho coste no debe sobrepasar el 10% de la tasa de interés después de cubrir costes.
Véase también
- Banco Grameen
- Financiación en masa
- Microcrédito
- Micropago
- Muhammad Yunus
- Jacques Attali
- Oikocredit